# قنطريون قرصعني
القنطريون القرصعني أو القَنْطُرْيون الشِنْدابي واسمه العلمي (باللاتينية: Centaurea eryngioides) نوع نباتي ينتمي إلى جنس القنطريون من الفصيلة النجمية. تشبه أوراقه أوراق القرصعنة.

## الموئل والانتشار
موطنه بلاد الشام ومصر.

## مرادفات للاسم العلمي
- (باللاتينية: Colymbada eryngioides (Lam.) Holub)